# Pseudosmodingium barkleyi
Pseudosmodingium barkleyi là một loài thực vật có hoa trong họ Đào lộn hột. Loài này được Miranda miêu tả khoa học đầu tiên năm 1961.